# Post-autistische economie
De beweging voor post-autistische economie (PAE) streeft naar hervorming van de wetenschapsbeoefening in de economie; ze kwam begin 21e eeuw voort uit het werk van Sorbonne-econoom Bernard Guerrien en een protestbeweging van economiestudenten. De beweging wordt het best gezien als een forum van verschillende groepen die kritisch staan tegenover de huidige heersende stroming in de economische wetenschappen. Men bekritiseert onder andere het methodologisch individualisme van de neoklassieke economische theorie en streeft naar een pluralistische economie.
In 2000 werd de beweging opgestart en verwierf ze bekendheid door de publicatie van een open brief in Le Monde van ontevreden economiestudenten, die pleitten voor een hervorming in het economieonderwijs. De oproep werd het jaar daarop gevolgd door een soortgelijke oproep van promovendi te Cambridge.
Uit de post-autistische economie kwam het tijdschrift Real World Economics Review voort (aanvankelijk Post-Autistic Economics Review).